# La femme infidèle
La Femme infidèle, Brasil: A Mulher Infiel , é um filme francês de 1969 dirigido por Claude Chabrol . Ganhou uma refilmagem em inglês em 2002, como Unfaithful, dirigido por Adrian Lyne.
O filme faz parte da lista dos 1000 melhores filmes de todos os tempos do The New York Times.